# Pleurodema kriegi
Pleurodema kriegi là một loài ếch thuộc họ Leptodactylidae.
Đây là loài đặc hữu của Argentina.
Môi trường sống tự nhiên của chúng là vùng đồng cỏ ôn đới, đầm nước ngọt có nước theo mùa, và vùng nhiều đá.
Chúng hiện đang bị đe dọa vì mất môi trường sống.